# Kraftmessbolzen

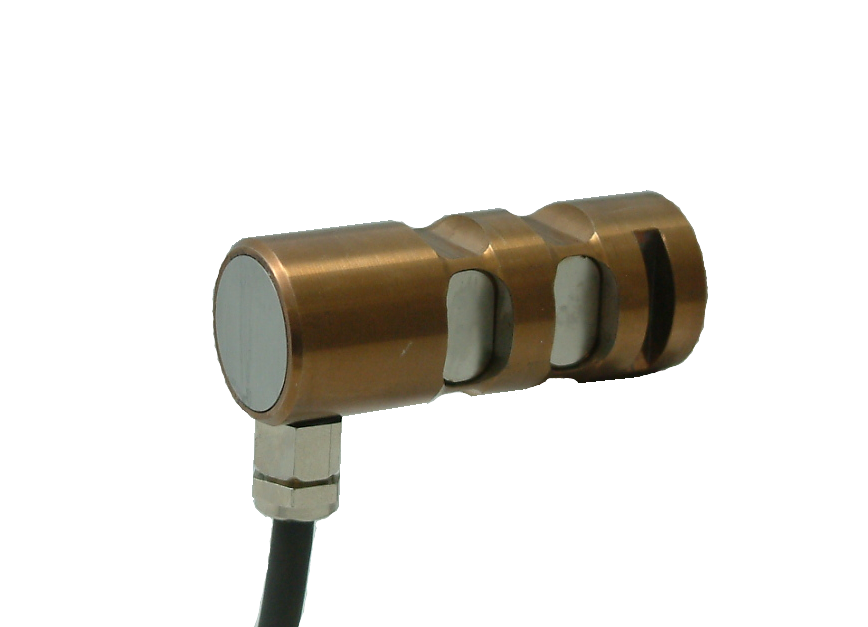
Kraftmessbolzen

Ein Kraftmessbolzen ist ein  Verbindungsbolzen zwischen kraftübertragenden Maschinenelementen, der neben seiner Funktion als Bolzen eine gleichzeitige Messung der in ihm auftretenden Querkräfte ermöglicht. Diese Messung erfolgt zum Beispiel über Dehnungsmessstreifen oder Magnetspulen.
Kraftmessbolzen sind auch unter folgenden Begriffen bekannt:
- Lastmessbolzen
- Kraftmessachse
- Loadpin (im englischen Sprachraum)
- Axes dynamométriques (im französischen Sprachraum)

Verwendet werden die Messbolzen besonders in der Hydraulik an Hebezeugen wie Kränen, Aufzugsanlagen und Seilbahnen.
Auch in der Dreipunkthydraulik an Traktoren wird die Elektronische Hubwerkregelung über Kraftmessbolzen geregelt. Über den in der Richtung der Kraftwirkung am Hydraulikzylinder angebrachten Bolzen wird der Regelkreis zwischen Hydraulikzylinder – Kraftmessbolzen – Hydraulikventil/-pumpe überwacht und die Auslenkung des Hydraulikzylinders bestimmt.

## Montagevarianten

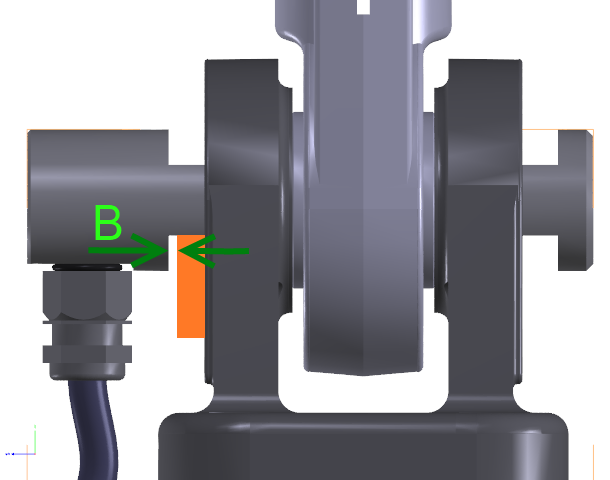
Standardeinbausituation eines Kraftmessbolzens

Kraftmessbolzen müssen befestigt werden, damit ihre Ausrichtung fixiert wird. Die Axialverschiebung und die Rotation müssen fixiert werden. Um genaue Ergebnisse zu erhalten, ist eine ordnungsgemäße Fixierung Grundvoraussetzung. Dafür nutzt man einen Achshalter nach DIN15058.
Die Achshalternuten sind meistens nach DIN15058 ausgeführt. Bis zu einem Durchmesser von 100 mm wird in dieser Norm empfohlen, einen Achshalter und darüber hinaus je Kraftmessbolzen zwei Achshalter zu nutzen. Ein kleiner Spalt zwischen Achshalter und Achshalternut ist notwendig, um optimale Ergebnisse zu erhalten. Der Spalt sollte etwa 0,2 mm betragen, damit eine freie Biegung des Kraftmessbolzens im Gegenlager ermöglicht wird.
Diese Einbauvariante wird als Bolzensicherung mit Achshalternut und Achshalterblech bezeichnet.
Weitere Varianten sind folgende:
- Bolzensicherung mit einseitigem Kopf, Kronenmutter und Splint
- Bolzensicherung mit einseitig aufgeschweißtem Kopfblech und Verdrehsicherung